# KEIRINグランプリ'89
KEIRINグランプリ'89（けいりんぐらんぷりはちじゅうきゅう）は、1989年12月30日<土>に立川競輪場で開催される予定だったKEIRINグランプリ。
後述の事情により中止となった。

## 出場予定であった選手
| 選手       | 出身県 |
| ---------- | ------ |
| 坂本勉     | 青森   |
| 井上茂徳   | 佐賀   |
| 中野浩一   | 福岡   |
| 佐々木昭彦 | 佐賀   |
| 郡山久二   | 大阪   |
| 小川博美   | 福岡   |
| 滝澤正光   | 千葉   |
| 工正信     | 広島   |
| 波潟和男   | 東京   |

## 概要

### 賞金増額闘争
1985年度以降、競輪の年間総売り上げは4年連続で対前年対比で増加し、当年度もバブル期であったこともあり、同対比で2桁のパーセンテージ増加が見込まれていた。
ところが当時、中央競馬、競艇が当時大幅に賞金総額を増額していた背景がある一方、競輪の選手賞金総額は前年総売り上げ見通しの3%程度という長年の慣例が踏襲されたままとなっていた。そのため、このままでは、特に競艇との賞金総額格差が拡大する一方だとして、当時日本競輪選手会理事長であった片折行（かたおり あきら）が中心となり、全国競輪施行者協議会（以下協議会）を通して主催者側上層団体に対し、1990年度において前年比約25%となる賞金総額の大幅増額を求め、受け入れられないようならば、当年のKEIRINグランプリ'89（以下グランプリ）を含む立川競輪S級シリーズの先頭誘導員を斡旋しないストライキにより中止させるとする、強硬手段を表明した。
主催者側はあまりにもアップ率が高すぎるとして、選手会側の要求を拒否した。選手会側も、さすがに約25%の増額は高すぎるとして、片折は当該要求数字については撤回して譲歩したものの、売り上げ増が堅調に推移している背景を理由として、2桁=10%以上のパーセンテージの賞金総額増加を要求する姿勢は見られなかった。対して主催者側は、いわゆる「3%ルール」を変える姿勢が見られなかった。
このため、交渉は双方の決裂が続き、次第に選手会側がちらつかせていたグランプリの中止が現実味を帯びる展開となっていった。

### 開催中止決定とその影響
そして開催決断のタイムリミットとなる1989年12月25日、協議会と選手会側の会合が行われる予定であったが、選手会理事長の片折は会合への出席を拒否した。
これを受けて、主催者側はグランプリの開催中止を決め、最終的にはグランプリの開催権を持つ協議会と、その理事を務めていた立川市が決断する形で、同日グランプリを含む立川競輪S級シリーズを中止することを発表した。
これにより立川市は、グランプリを含むシリーズ開催全体で見込んでいた130億円程度の売上総額を失っただけでなく、事前の広告などで費やされた数億円の費用や、出場予定だったグランプリ・S級・A級の各選手に対し補償金（賞金予定の総額をクラス別に均等分け。グランプリに出場予定だった選手は400万円程度）を拠出することになった。

### 騒動の収拾まで
さらに選手会は、グランプリの開催だけでなく1990年1月12日からの大宮競輪記念開催までストライキの対象としていたため、 これ以上の更なる事態の深刻化を懸念した主催者側は、年末年始の休暇を返上して日本自転車振興会および自転車競技会全国協議会（いずれも当時）も選手会との会合に加わり、12月30日と1990年1月3日に会合を行った。
これらの会合でも意見は平行線をたどり続けていたが、1月6日の会合で、通商産業省（当時）機械情報局長を委員長とする中央登録競輪選手制度改善委員会に、今回の裁定を一任させることでまとまった。
1月8日に改善委員会から下った裁定には選手会が同意し、9日には主催者側も裁定に同意したことから、双方が合意する形で決着となり、12日からの大宮記念は無事に開催された。
これにより、当初より金額の増加分こそ減少したものの、選手会の要求にほぼ沿った形で1990年度の賞金総額は増加され、同時に「3%ルール」は事実上撤廃されることになった。

## その後
当レースを中継する予定だった放送局は、以下の番組で穴埋めを行った。
- テレビ東京[注 1]『カレーからそばまで、これがこだわり職人だ』
- ラジオ日本『89特別競輪回顧』
- ラジオたんぱ 『89競輪界総ざらえ、1年振り返って』

その後、1990年5月に前橋競輪場において『スーパープロピストレーサー賞』というレースが開催されることとなり、そのレースに当大会で出場予定であった9選手が参加することとなり、事実上当大会の代替レースとして開催された（優勝は波潟和男）。後年、このレースは1992年に準特別競輪（現在でいうGII相当）として誕生した寬仁親王牌・世界選手権記念トーナメント（特別競輪、現在でいうGI昇格は1994年）に繋がっており、これを誕生させたきっかけにもなった。
なお、1989年のグランプリメンバーとして選出された波潟和男、郡山久二、小川博美、工正信の4名については、グランプリ出場選手として選出された事例は当大会のみであった。また、工が2023年1月に選手登録消除されたのを最後に、当大会に出場予定であった9選手全員が引退している。
これらの経緯により、当年のグランプリについては、レースとしては中止されることになったが、開催の回数としてはカウント（第5回）されている。